# Mai Hoshimura
Mai Hoshimura (星村麻衣 Hoshimura Mai?,  Matsue, Prefectura de Shimane, Japón, 18 de abril de 1981 -) es una cantante y compositora japonesa. En la actualidad publica sus discos bajo el sello Sony Music Japan.

## Discografía

### Álbumes
1. SOUP (9 de julio de 2003)
2. Joyful (25 de enero de 2006)

### Singles
1. Natsu-iro no Canvas (夏色のキャンバス Natsu-iro no Kyanbasu?) (24 de julio de 2002)
2. Stay With You (23 de octubre de 2002)
3. Cherish (19 de febrero de 2003)
4. GET HAPPY (14 de mayo de 2003)
5. Believer (ビリーヴァー Birīvā?) (3 de diciembre de 2003)
6. Himawari (ひまわり?) (9 de junio de 2004)
7. Melodea (16 de marzo de 2005)
8. EVERY (25 de mayo de 2005)
9. Sunao ni Narenai (素直になれない?) (28 de septiembre de 2005)
10. Merry Go Round (11 de enero de 2006)    (5º Ending de Yakitate!! Japan)
11. Sakura Biyori (桜日和?) (7 de marzo de 2007)    (10º Ending de BLEACH)
12. Shunkan, Strobe. (瞬間、ストロボ。 Shunkan, Sutorobo?) (30 de mayo de 2007)
13. Kakegae no Nai Hito he (かけがえのない人へ?)(14 de noviembre de 2007)    (1º Ending de Jûshin Enbu)
14. Regret (4 de junio de 2008) (7º Ending de D.Gray-man)
15. Hikari (20 de agosto de 2008)
16. Fruist Candy- ending 3 de Sakura card captor